# Іцхак Адізес
Іцхак Калдерон Адізес (івр. יצחק אדיג'ס; *22 жовтня 1937, Скоп'є) — один з провідних світових експертів у сфері підвищення ефективності ведення бізнесу і урядової діяльності шляхом внесення кардинальних змін, які не породжують хаосу і деструктивних конфліктів, що перешкоджають змінам.

## Кар'єра
Д-р Адізес є засновником і генеральним директором Інституту Адізеса Adizes® Academy of Management, організації, що спеціалізується на управлінні змінами. Протягом тридцяти років він був штатним викладачем Школи менеджменту Андерсена при Каліфорнійському університеті в Лос-Анджелесі і працював запрошеним викладачем в Стенфордському, Колумбійському, а також в Єврейському університеті в Єрусалимі і Тель-Авівському університеті. Д-р Адізес має ступені Ph.D і МВА Колумбійського університету, також Бакалавра гуманітарних наук Єврейського університету в Єрусалимі.
В даний час він займає пост Директора Інституту Адізеса. Він також відмічений серед відомих авторів і читає лекції в більш ніж 40 країнах.

## Переклади українською
- Іцхак Адізес. Ідеальний керівник. Чому ви не можете стати ним, і що робити з цього приводу. Нова парадигма менеджменту. — К. : Києво-Могилянська академія, 2006. — 268 с. — ISBN 966-518-384-2.
- Іцхак Адізес. Ідеальний керівник. Чому це не ви. — К. : Наш формат, 2017. — 288 с. — ISBN 978-617-7513-33-8.
- Іцхак Адізес. Управління змінами. — К. : Book Chef, 2018. — 400 с. — ISBN 978-617-7559-24-4.
- Іцхак Адізес. Розвиток лідерів: Як зрозуміти свій стиль управління і ефективно спілкуватися з носіями інших стилів = eading The Leaders: How To Enrich Your Style of Management and Handle People Whose Style Is Different From Yours. — Альпіна Паблішер, 2019. — 259 с. — ISBN 978-5-9614-6780-2.

## Візити в Україну
- 21 вересня 2005 [Архівовано 20 листопада 2008 у Wayback Machine.]
- 26-27 жовтня 2006 [Архівовано 26 червня 2009 у Wayback Machine.]

## Рейтинг консалтингових агентств за 2006 рік[3]
1. Linkage/GILD
2. The RBL Group
3. HSM/World Business Forum
4. Senn-Delaney Leadership
5. IQPC Corporate University
6. Vital Smarts
7. Accenture
8. Lee Hecht Harrison
9. Adizes Institute
10. Richard Chang Associates, Inc.